# Swedish Touring Car Championship 2008
Swedish Touring Car Championship 2008 var den trettonde säsongen av standardvagnsmästerskapet Swedish Touring Car Championship.

## Tävlingskalender
| Datum        | Bana            | Vinnare           | Märke |
| ------------ | --------------- | ----------------- | ----- |
| 20 april     | Ring Knutstorp  | Richard Göransson | BMW   |
| 4 maj        | Sturup Raceway  | Fredrik Ekblom    | BMW   |
| 18 maj       | Mantorp Park    | Thed Björk        | Honda |
| 1 juni       | Gelleråsen      | Richard Göransson | BMW   |
| 14 juni      | Eco Drive Arena | Thed Björk        | Honda |
| 29 juni      | Sturup Raceway  | Richard Göransson | BMW   |
| 13 juli      | Falkenberg      | Fredrik Ekblom    | BMW   |
| 17 augusti   | Gelleråsen      | Thed Björk        | Honda |
| 31 augusti   | Ring Knutstorp  | Richard Göransson | BMW   |
| 14 september | Våler           | Robert Dahlgren   | Volvo |
| 28 september | Mantorp Park    | Robert Dahlgren   | Volvo |

## Ställning
14 september 2008
| Nr | Förare               | Bil        | Poäng |
| -- | -------------------- | ---------- | ----- |
| 1  | Richard Göransson    | BMW        | 64    |
| 2  | Fredrik Ekblom       | BMW        | 52    |
| 3  | Thed Björk           | Honda      | 51    |
| 4  | Robin Rudholm        | BMW        | 48    |
| 5  | Robert Dahlgren      | Volvo      | 31    |
| 6  | Jan "Flash" Nilsson  | BMW        | 28    |
| 7  | Thomas Schie         | Chevrolet  | 22    |
| 8  | Tomas Engström       | Honda      | 20    |
| 9  | Tommy Rustad         | Volvo      | 19    |
| 10 | Mattias Andersson    | Alfa Romeo | 17    |
| 11 | Johan Stureson       | BMW        | 14    |
| 12 | Roger Eriksson       | Seat       | 11    |
| 13 | Carl Rosenblad       | BMW        | 7     |
| 14 | Tobias Johansson     | Mercedes   | 3     |
| 15 | Tommy Kristoffersson | Audi       | 3     |

## Förare
| Förare                | Nation   | Team                        | Bil                   |
| --------------------- | -------- | --------------------------- | --------------------- |
| Fredrik Ekblom        | Sverige  | West Coast Racing           | BMW 320si             |
| Robin Rudholm         | Sverige  | West Coast Racing           | BMW 320si             |
| Rickard Göransson     | Sverige  | Flash Engineering           | BMW 320si             |
| Janne "Flash" Nilsson | Sverige  | Flash Engineering           | BMW 320si             |
| Tommy Kistoffersson   | Sverige  | Kristoffersson Motorsport   | Audi A4               |
| Robert Dahlgren       | Sverige  | Polestar Racing             | Volvo C30             |
| Tommy Rudstad         | Norge    | Polestar Racing             | Volvo C30             |
| Johan Stureson        | Sverige  | IPS Motorsport              | Peugeot               |
| Tobias Johansson      | Sverige  | MB Sport                    | Mercedes C-Class W204 |
| Thed Björk            | Sverige  | Honda Racing                | Honda Accord          |
| Tomas Engström        | Sverige  | Honda Racing                | Honda Accord          |
| Nicklas Karlsson      | Sverige  | Chevrolet Motorsport Sweden | Chevrolet Lacetti     |
| Mattias Andersson     | Sverige  | MA GP                       | Alfa Romeo            |
| Roger Eriksson        | Sverige  | Picko Troberg Racing        | Seat Leon             |
| Thomas Schie          | Norge    | Chevrolet Motorsport Sweden | Chevrolet Laretti     |
| Carl Rosenblad        | Sverige  | Elgh Motorsport             | BMW 320si (E90)       |
| Dick Sahlén           | Sverige  | Team Caliber                | BMW 320i (E46)        |
| Viktor Huggare        | Sverige  | Huggare Racing              | BMW 320i (E46)        |
| Joakim Ahlberg        | Sverige  | Brovallen Motorsport Jr.    | BMW 320i (E46)        |
| Joakim Frid           | Sverige  | Frid Racing                 | Opel Astra            |
| Tobias Tegelby        | Sverige  | Tysslinge Racing            | BMW 320i (E46)        |
| Ronnie Brandt         | Sverige  | Brandt Racing               | Volvo S60             |
| Alexander Lvov        | Ryssland | Kristoffersson Motorsport   | Audi                  |